# IEEE 802.1Q
El protocolo IEEE 802.1Q, también conocido como dot1Q, fue un proyecto del grupo de trabajo 802 de la IEEE para desarrollar un mecanismo que permita a múltiples redes compartir de forma transparente el mismo medio físico, sin problemas de interferencia entre ellas (Trunking). Es también el nombre actual del estándar establecido en este proyecto y se usa para definir el protocolo de encapsulamiento usado para implementar este mecanismo en redes Ethernet. Todos los dispositivos de interconexión que soportan VLAN deben seguir la norma IEEE 802.1Q que especifica con detalle el funcionamiento y administración de redes virtuales. *Shortest Path Bridging (SPB) Incorporado al IEEE 802.1Q-2014

## Formato de la trama

Insertion of 802.1Q tag in an Ethernet frame

802.1Q en realidad no encapsula la trama original sino que añade 4 bytes al encabezado Ethernet original. El valor del campo EtherType se cambia a 0x8100 para señalar el cambio en el formato de la trama. 
Debido a que con el cambio del encabezado se cambia la trama, 802.1Q fuerza a un recálculo del campo "FCS".

## VLANnativas
No se etiquetan con el ID de VLAN cuando se envían por el trunk. Y en el otro lado, si a un puerto llega una trama sin etiquetar, la trama se considera perteneciente a la VLAN nativa de ese puerto. Este modo de funcionamiento fue implementado para asegurar la interoperabilidad con antiguos dispositivos que no entendían 802.1Q.
La VLAN nativa es la vlan a la que pertenecía un puerto en un switch antes de ser configurado como puerto trunk o como puerto acceso. Solo se puede tener una VLAN nativa por puerto.
Para establecer un trunking 802.1Q a ambos lados deben tener la misma VLAN nativa porque la encapsulación todavía no se ha establecido y los dos switches deben hablar sobre un link sin encapsulación (usan la native VLAN) para ponerse de acuerdo en estos parámetros. 
En los equipos de Cisco Systems la VLAN nativa por defecto es la VLAN 1. Por la VLAN 1 además de datos, se manda información sobre  PAgP, CDP, VTP.
- La VLAN nativa no debe ser la de gestión.
- Cambiar la VLAN nativa de la 1 a cualquier otra como medida de seguridad.
- Todos los switches en la misma VLAN nativa.
- Usuarios y servidores en sus respectivas VLANs.
- El tráfico entre switches debe ser el único que no se encapsule en enlaces trunk. El resto del tráfico, incluyendo la VLAN de gestión debe ir encapsulado por los trunks. Si no estamos encapsulando cualquiera puede conectar un equipo que no hable 802.1Q (switches y hubs) y funcionará sin nuestro control.